# Beausaint
Beausaint is een dorp in de Belgische provincie Luxemburg en deelgemeente van de stad La Roche-en-Ardenne, het was een zelfstandige gemeente tot aan de gemeentelijke herindeling van 1977. In de deelgemeente liggen nog verschillende dorpjes en gehuchten verspreid, zoals Vecmont, Ronchampay en Mierchamps.

## Geschiedenis
Op het eind van het ancien régime werd Beausaint een zelfstandige gemeente. In 1808 werd de gemeente weer opgeheven. In 1823 werd de gemeente heropgericht en ook de gemeente Vecmont werd opgeheven en bij Beausaint ondergebracht. In 1839 werd de grens tussen België en het groothertogdom Luxemburg definitief vastgelegd en Beausaint werd ondergebracht bij de provincie Luxemburg.

## Demografische ontwikkeling
- Bronnen:NIS, Opm:1831 tot en met 1970=volkstellingen, 1976= inwoneraantal op 31 december

## Galerij

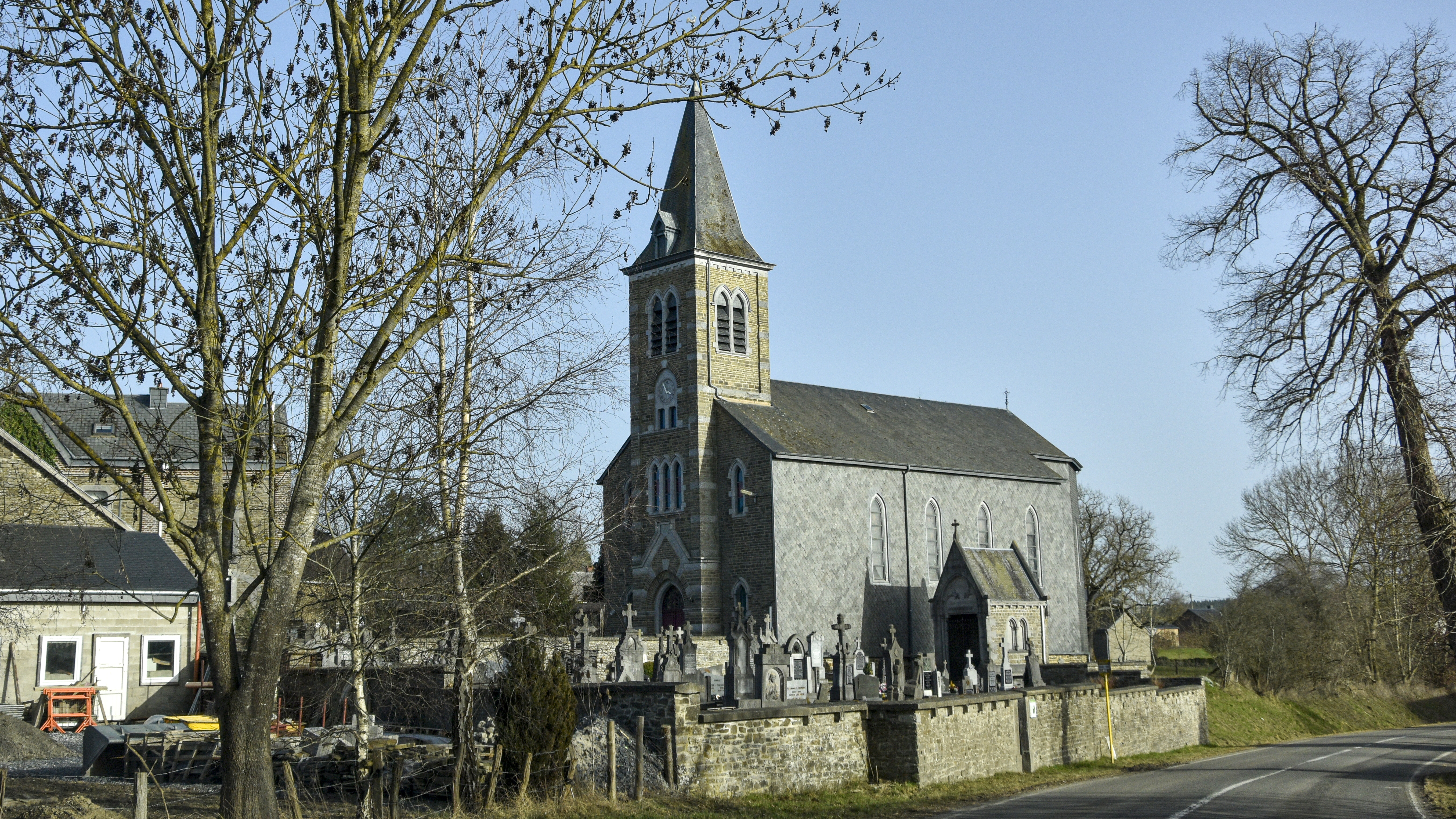
Sint-Pieterskerk in Beausaint
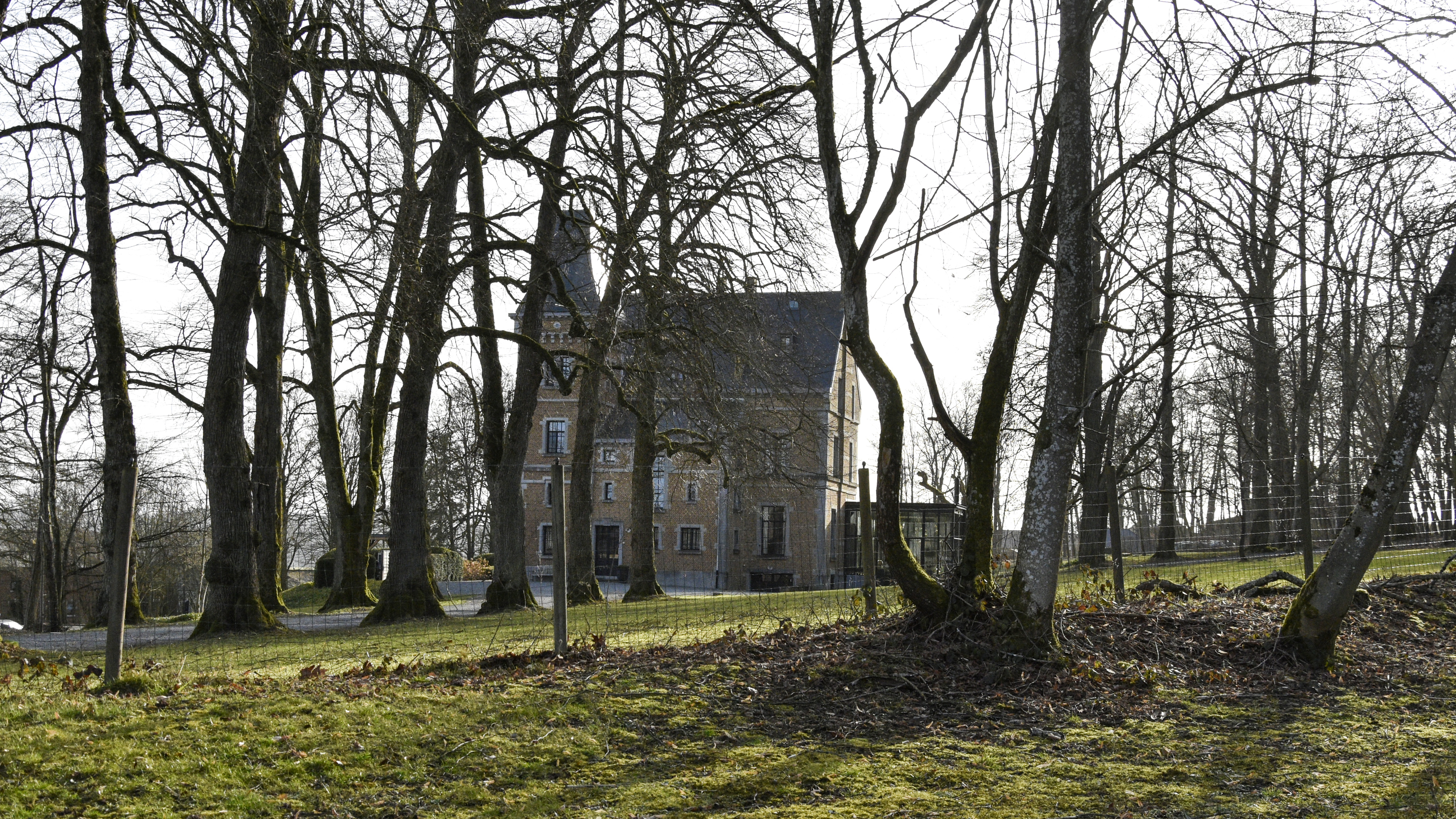
Kasteel Beausaint
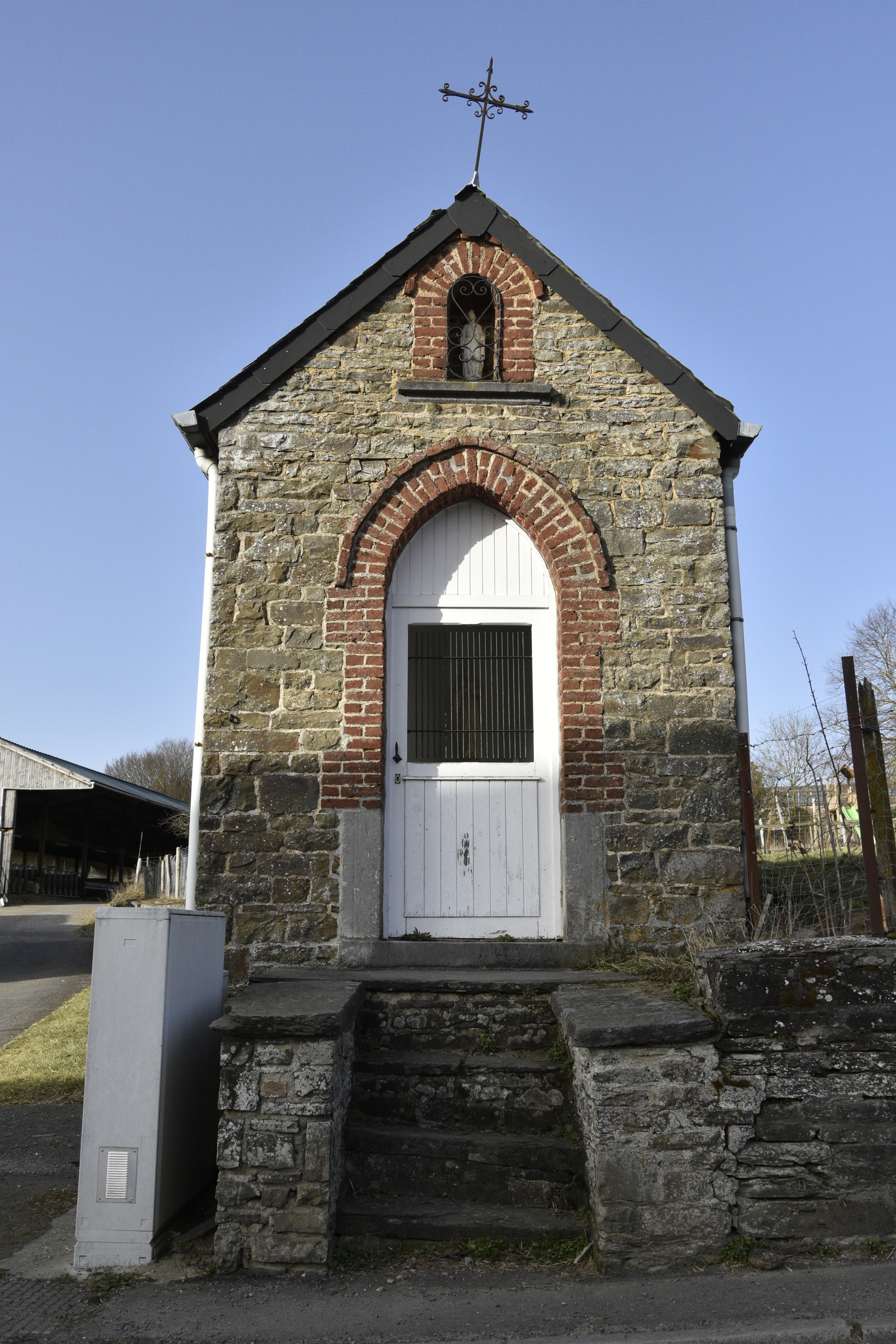
Kapel in Beausaint
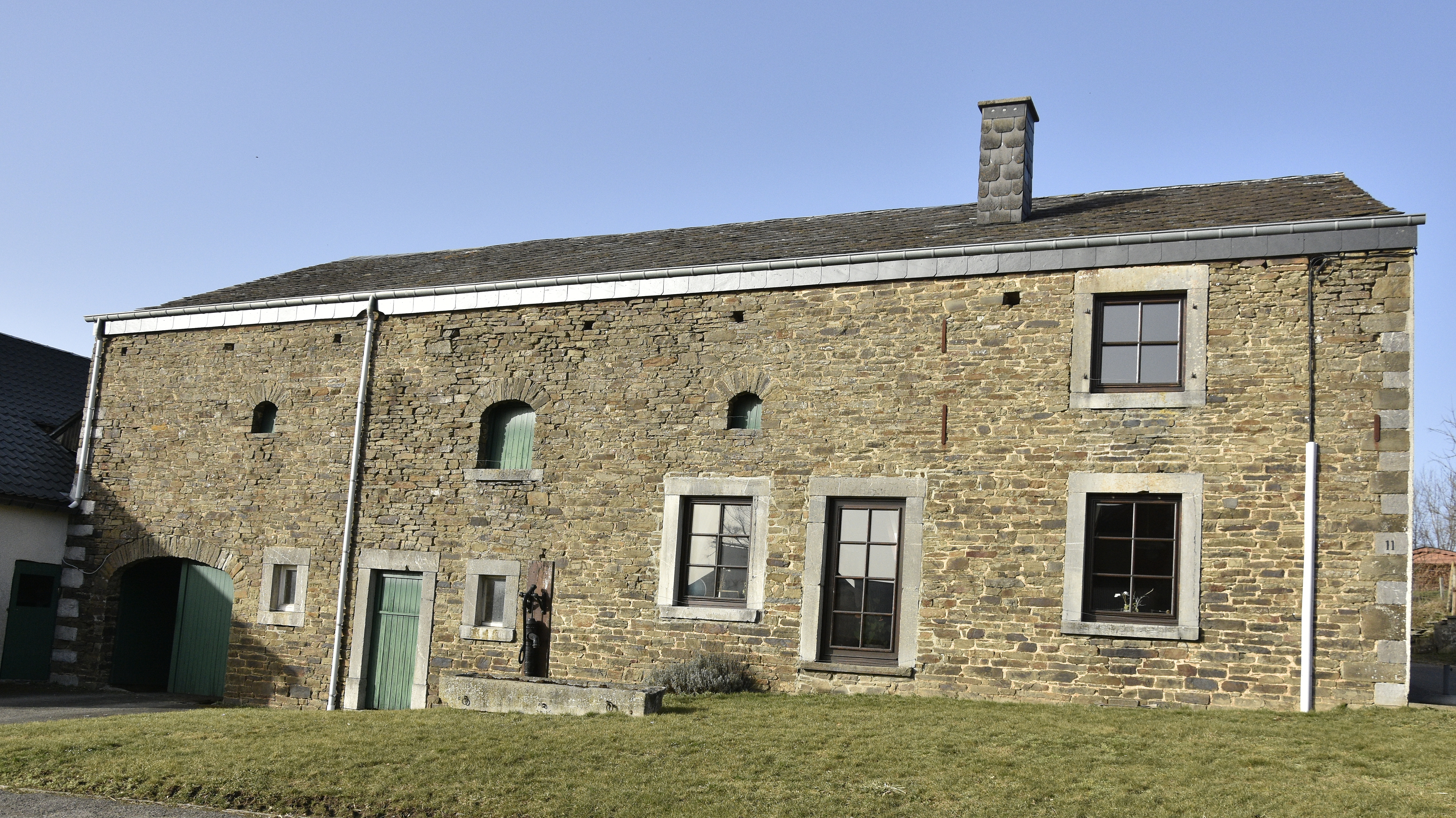
Hoeve in Beausaint

Deelgemeenten: Beausaint · Halleux · Hives · La Roche-en-Ardenne · Ortho · Samrée

Overige dorpen en gehucht: Bérismenil · Buisson · Cielle · Floumont · Herlinval · Hubermont · Lavaux · Maboge · Mierchamps · Mousny · Nisramont · Ronchampays · Ronchamps · Roupage · Thimont · Vecmont · Warempage

Belgische gemeenten · Arrondissement Marche-en-Famenne · Luxemburg · Wallonië